# 애슐리 영
애슐리 사이먼 영(영어: Ashley Simon Young, 1985년 7월 9일 ~ )은 에버턴 소속의 잉글랜드 축구 선수로, 포지션은 윙어이다. 그의 동생으로는 크롤리 타운 FC에서 뛰고있는 루이스 영이 있다.
애슐리 영은 하트퍼드셔에서 태어나 자랐으며, 왓포드에서 경력을 쌓기 시작한 그는 2003년 Ray Lewington의 관리하에 첫 번째 성인무대에 데뷔했다. 그는 2004-05년에 첫 선발되었고 2005-06 시즌 우승을 차지하게 한 왓포드의 주요 선수 중 한 명이다. 애슐리 영은 프리미어 리그에서 왓포드 소속으로 좋은 경기를 펼쳤으며, 2007년 1월 아스톤 빌라로 8백만 파운드의 수수료로 이적하였고, 추가 비용으로 965 만 파운드로 상승했다. 그는 빌라 파크 소속으로 2009년 PFA 올해의 영 플레이어를 수상했다. 2011년 6월 23일 애슐리 영은 맨체스터 유나이티드로 비공개 이적료로 이적했다. 그는 2011년 FA 커뮤니티 실드, 2013년 프리미어 리그, 2016년 FA 컵, 2017년 EFL 컵에서 우승하면서 잉글리시 풋볼에서 얻을 수 있는 트로피를 모두 획득했다. 2017년 5월 그는 UEFA 유로파리그에서 우승하였다.

## 출전 통계
| 클럽                | 시즌    | 출전 | 득점 |
| ------------------- | ------- | ---- | ---- |
| 왓퍼드              | 2003-04 | 6    | 3    |
| 왓퍼드              | 2004-05 | 38   | 0    |
| 왓퍼드              | 2005-06 | 48   | 15   |
| 왓퍼드              | 2006-07 | 23   | 4    |
| 왓퍼드              | 합계    | 115  | 22   |
| 애스턴 빌라         | 2006-07 | 13   | 2    |
| 애스턴 빌라         | 2007-08 | 39   | 9    |
| 애스턴 빌라         | 2008-09 | 48   | 9    |
| 애스턴 빌라         | 2009-10 | 50   | 9    |
| 애스턴 빌라         | 2010-11 | 40   | 9    |
| 애스턴 빌라         | 합계    | 190  | 38   |
| 맨체스터 유나이티드 | 2011-12 | 33   | 8    |
| 맨체스터 유나이티드 | 2012-13 | 23   | 0    |
| 맨체스터 유나이티드 | 2013-14 | 30   | 3    |
| 맨체스터 유나이티드 | 2014-15 | 29   | 2    |
| 맨체스터 유나이티드 | 2015-16 | 26   | 1    |
| 맨체스터 유나이티드 | 2016-17 | 23   | 0    |
| 맨체스터 유나이티드 | 2017-18 | 38   | 2    |
| 맨체스터 유나이티드 | 2018-19 | 41   | 2    |
| 맨체스터 유나이티드 | 2019-20 | 18   | 1    |
| 맨체스터 유나이티드 | 합계    | 261  | 19   |
| 인테르나치오날레    | 2019-20 | 25   | 4    |
| 인테르나치오날레    | 2020-21 | 34   | 1    |
| 인테르나치오날레    | 합계    | 59   | 5    |
| 애스턴 빌라         | 2021-22 | 25   | 0    |
| 애스턴 빌라         | 2022-23 | 32   | 1    |
| 애스턴 빌라         | 합계    | 57   | 1    |
| 에버튼              | 2023-24 | 34   | 1    |
| 에버튼              | 2024-25 | 16   | 1    |
| 에버튼              | 합계    | 50   | 2    |

## 기록

### 우승 목록
프리미어리그 : 2012-13
FA컵 : 2015-16
EFL컵 : 2016-17
커뮤니티 쉴드 : 2011, 2013, 2016
UEFA 유로파리그 : 2016-17
세리에 A : 2020-21
풋볼리그 챔피언십 플레이오프 : 2006

### 개인 수상
왓포드 FC 올해의 영플레이어 상 : 2004/05
PFA 올해의 영플레이어 상 : 2008/09
PFA 올해의 팀 : 2005/06, 2007/08, 2008/09
프리미어리그 이달의 선수 : 2008년 4월, 2008년 9월, 2008년 12월